# Lễ hội âm nhạc quốc tế mùa xuân tại Praha

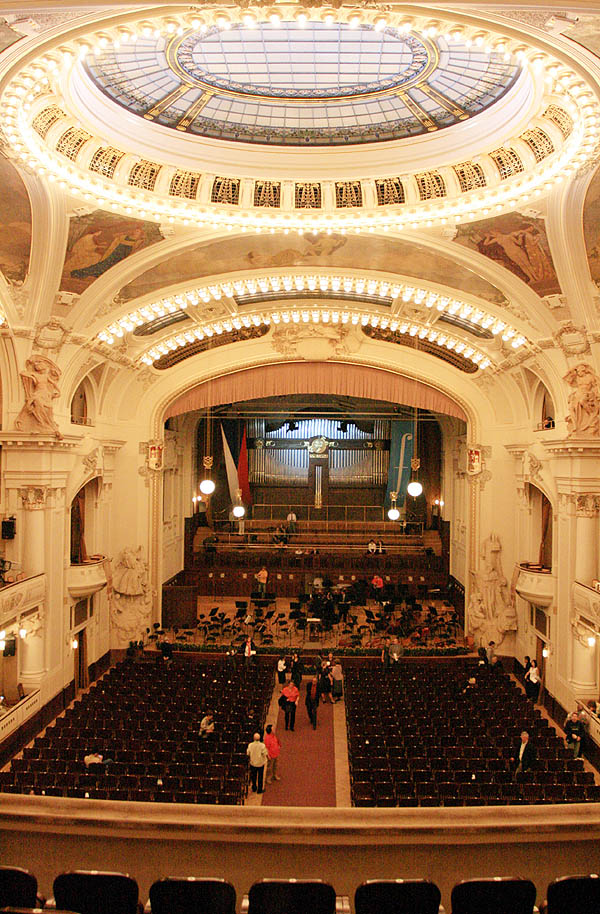
Hội trường Thành phố (Smetana Hall) ở Praha, Cộng hòa Séc, là một trong những địa điểm chính trong Lễ hội Mùa xuân Praha hàng năm.

Lễ hội âm nhạc quốc tế mùa xuân Praha (tiếng Séc: Mezinárodní hudební festival Pražské jaro, thường gọi là Lễ hội mùa xuân Praha) là nơi tụ hội của các nghệ sĩ biểu diễn xuất sắc, dàn nhạc giao hưởng và ban nhạc thính phòng nổi tiếng trên toàn thế giới.
Năm 1946, Lễ hội mùa xuân Praha được tổ chức lần đầu dưới sự bảo trợ của tổng thống Tiệp Khắc - ngài Edvard Beneš. Thành viên ban tổ chức đều là những nhân vật có tầm ảnh hưởng và đóng góp vai trò quan trọng trong đời sống âm nhạc của cộng hòa Séc. Đồng thời năm này cũng là dấu mốc 50 năm thành lập của Dàn nhạc Giao hưởng Séc do Rafael Kubelík làm chỉ huy trưởng. Vì vậy, dàn Giao hưởng đã được trao tặng danh hiệu cao nhất của lễ hội nhằm tôn vinh sự cống hiến của dàn nhạc trong nền âm nhạc nước nhà. Trong lễ hội, một số nhạc sĩ được vinh danh như: Karel Ančerl, Leonard Bernstein, Sir Adrian Boult, Rudolf Firkušný, Jaroslav Krombholc, Rafael Kubelík, Moura Lympany, Yevgeny Mravinsky, Charles Munch, Ginette Neveu, Jarmila Novotna, Lev Oborin, David Oistrakh, Ken-Ichiro Kobayashi. Vào năm 1952, ban tổ chức quyết định lấy ngày mất của Bedřich Smetana (ngày 12 tháng 5) làm ngày khai mạc lễ hội hàng năm. Lễ hội khai mạc với chùm thơ giao hưởng Má vlast (Đất nước tôi) của Bedřich Smetana và bế mạc với bản Giao hưởng số 9 của Ludwig van Beethoven.
Lễ hội tôn vinh các nghệ sĩ và nhà soạn nhạc bằng cách đưa tác phẩm của họ vào các chương trình trong suốt mùa diễn ra lễ hội. Bên cạnh đó, lễ hội cũng giới thiệu nhiều tác phẩm của các tác giả đương đại nổi tiếng ở Séc và trên thế giới. Các nghệ sĩ và dàn nhạc có chất lượng cao góp mặt biểu diễn tại đây như Sviatoslav Richter, Lorin Maazel, Herbert von Karajan, Mstislav Rostropovich, Julian Lloyd Webber, Boris Pergamenschikow, Lucia Popp, Kim Borg, Sir Colin Davis, Maurice André, Dmitry Sitkovetsky, Leonid Kogan, Paul Klecki, Gustav Leonhardt, Anne-Sophie Mutter, Giovanni Bellucci, Alfred Brendel, Heinrich Schiff, Leopold Stokowski, Arthur Honegger, Arthur Rubinstein và Gennady Rozhdestvensky.
Lễ hội mùa xuân Praha thường được tổ chức tại phòng hòa nhạc Rudolfinum. Đây là một tòa nhà nằm trên bờ sông Vltava được xây dựng từ thời Phục hưng với một khán phòng chất lượng cao. Ngoài ra, lễ hội còn tổ chức tại Tòa nhà Thành phố Praha có sức chứa lớn hơn.
Bên cạnh tôn vinh những nghệ sĩ có tầm ảnh hưởng hớn, lễ hội Praha cũng đặc biệt tập trung vào việc hỗ trợ các nghệ sĩ trẻ. Ngay sau một năm tổ chức lễ hội, Cuộc thi Âm nhạc Quốc tế Mùa xuân Praha được thành lập và được tổ chức với nhiều phần thi nhạc cụ khác nhau. Một số nghệ sĩ đạt giải trong các lần tổ chức cuộc thi trước đây là Mstislav Rostropovich, Saša Večtomov, Natalia Gutman, James Galway và Maurice Bourgue.

## Các lĩnh vực cạnh tranh và giải thưởng
- Piano: Giovanni Bellucci,[5] Martin Kasík, Ivo Kahánek
- Nội tạng: Václav Rabas, Aleš Bárta, Martin Sander, Jaroslav Tůma
- Violin: Ivan Štraus, Bohuslav Matoušek, Ivan Ženatý, Petr Messiereur
- Cello: Mstislav Rostropovich
- Kèn Trumpet: Vladislav Kozderka, Vladimír Rejlek
- Trombone: Nicolas Moutier, Carl Lenthe
- Sừng Pháp: Radek Baborák
- Basson: Luboš Hucek, Václav Vonášek
- Oboe: Liběna Séquardtová
- Hát: Dagmar Pecková, Štefan Margita, Magda Ianculescu
- Harpsichord: Jean Rondeau, Anastasia Antonova
- Chỉ huy: Charles Olivieri-Munroe, Pierre-Michel Durand

Độ tuổi tối đa cho các ứng cử viên là 30 tuổi.